# 恩佩德拉多縣

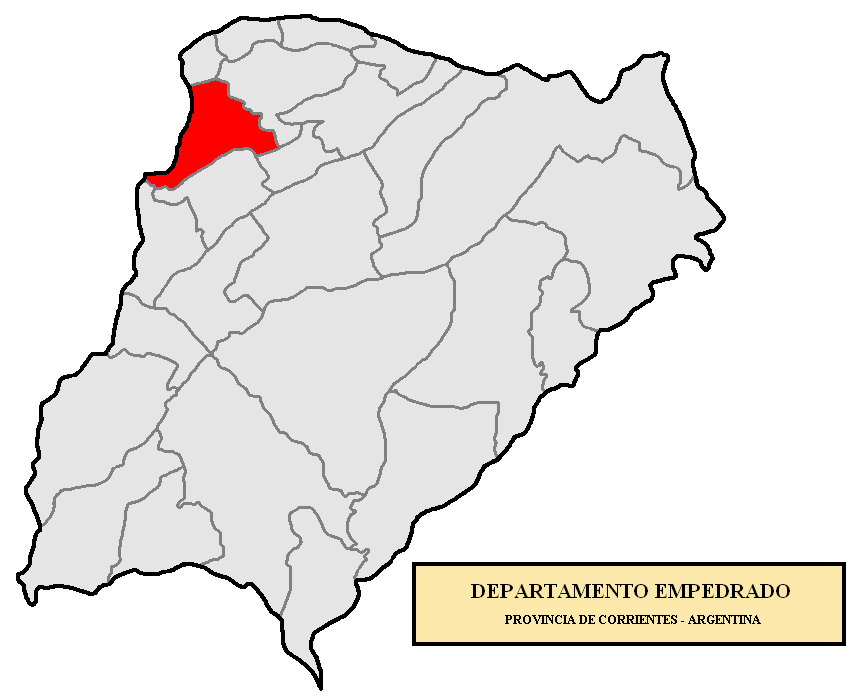

27°56′S 58°47′W / 27.933°S 58.783°W
恩佩德拉多縣（西班牙語：Departamento Empedrado），是阿根廷的縣份，位於該國北部科連特斯省，县政府設於恩佩德拉多，面積1,937平方公里，2010年人口15,109，人口密度每平方公里7.8人。